# Ruth Jacott

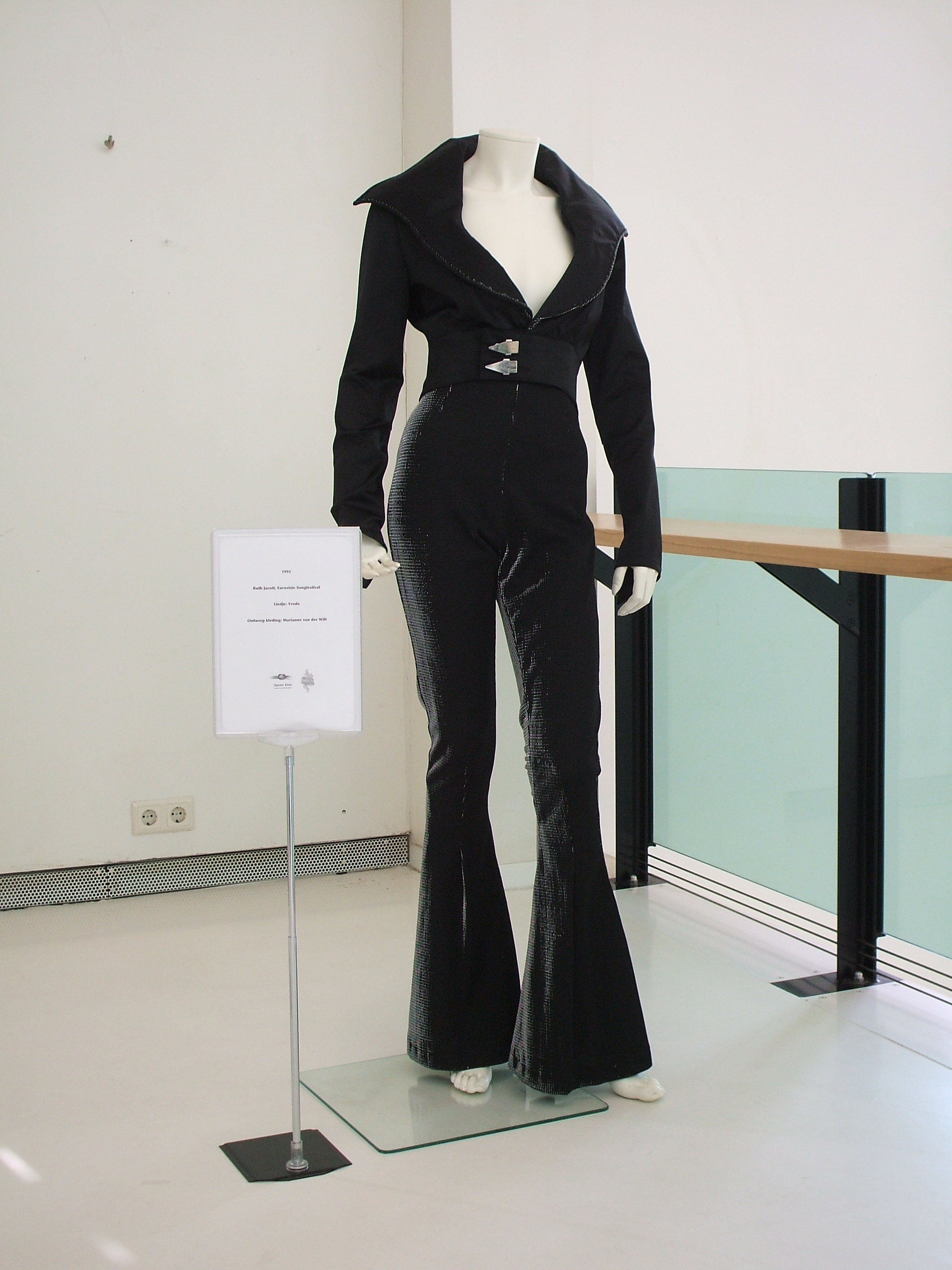
Ruth Jacotts scenkläder vid Eurovision Song Contest bestod av en svart overall.

Ruth Jacott, född 2 september 1960 i Paramaribo, är en nederländsk sångerska. Hennes födelseort Paramaribo ligger i Surinam, som fram till 1975 var en nederländsk koloni.

## Karriär
Ruth Jacott flyttade från Surinam till Nederländerna när hon var nio år. Efter att ha deltagit i en talangtävling när hon var sjutton år fick hon flera erbjudanden om att framträda. Hon påbörjade karriären i flera olika band. År 1988 vann hon en festival i Belgien vilket gjorde att hon fick erbjudanden om att framträda i musikaler. Hon fick huvudroller i flera nederländska och tyska produktioner och turnerade därmed i Nederländerna, Belgien, Tyskland och Schweiz.
Ruth Jacotts debutsingel var "Teygo Makandra" som hon framför som en duett tillsammans med sångaren Hans Vermeulen. Låten släpptes år 1989 i åminnelse av flygplansolyckan som involverade Surinam Airways Flight 764 i Surinams huvudstad Paramaribo. Singeln släpptes på nytt år 1992 efter att El Al Flight 1862 havererat i Amsterdam Zuidoost, ett område av Amsterdam där många med surinamesisk bakgrund bor. Singeln låg därmed fem veckor på den nederländska singellistan år 1990 och ytterligare fem veckor år 1992.
Ruth Jacotts professionella musikkarriär som sångerska började 1993 efter att hon representerat Nederländerna i Eurovision Song Contest 1993 med låten "Vrede". Hon hamnade på sjätte plats med 92 poäng. Sedan dess har hon släppt 12 studioalbum som alla placerat sig på den nederländska albumlistan. Hennes högst placerade album på listan är Hartslag från 1997 som nådde andra plats. Det album som legat längst på listan är Hou me vast från 1994 som låg kvar i 89 veckor. Hon har även släppt flera framgångsrika singlar.
Ruth Jacott har även spelat in låtar med flera kända artister.  Tillsammans med den nederländske artisten och tv-personligheten Paul de Leeuw gjorde hon en nederländsk version av Sveriges ESC-bidrag "Stjärnorna", som framfördes av Marie Bergman och Roger Pontare 1994 - "Kijk niet uit". Den 3 oktober 2011 släppte hon singeln "Uit het oog niet uit mijn hart" som hon framför tillsammans med Edsilia Rombley. Den nådde plats 36 på den nederländska singellistan där den låg kvar i fyra veckor. Musikvideon släpptes på Youtube den 4 oktober och hade fler än 100 000 visningar i juli 2012.
Jacott har också medverkat i musikaler. År 1987 spelade hon Grizabella i Andrew Lloyd Webbers Cats. Två år senare hade hon huvudrollen i A Night At the Cotton Club, som inte bara framfördes hemma i Nederländerna utan även i Belgien, Tyskland och Schweiz.
År 2008 hade Ruth Jacott titelrollen i musikalen "Billie Holiday" som handlade om den legendariska svarta sångerskan. För den prestationen tilldelades hon en nederländsk "Musical Award".

## Diskografi

### Album
- 1993 - Ruth Jacott
- 1994 - Hou me vast
- 1995 - Geheimen
- 1997 - Hartslag
- 1998 - Altijd dichtbij: De hitcollectie
- 1999 - Vals verlangen
- 2000 - Live in Carré
- 2002 - Tastbaar
- 2004 - Het beste van
- 2009 - Passie
- 2010 - A Tribute to Billie Holiday
- 2012 - Simply the Best - One Woman Show